# 近江舞子南口站
近江舞子南口站（日语：／ Ōmimaikominamiguchi eki */?）是位於滋賀縣滋賀郡志賀町大字北比良（現時：大津市北比良），江若鐵道的鐵路車站（廢站）。在開業初時只於夏天泳季期間營業，為一座臨時車站，後來變為常設車站。

## 歷史
在近江舞子內的泳灘中，分為北濱、中濱和南濱三處，而此站是最接近南濱的車站。此站設1953年（昭和28年）啟用。當時為了方便泳客前往該泳灘而開設，當初只於夏季營業，為一座臨時車站。在1962年（昭和37年），隨著車站附近開設國民宿舍近江舞子Lodge，此站也同期變更為常設車站。
江若鐵道在1969年（昭和44年）10月31日結束營業，車站在翌日11月1日廢除。

### 年表
- 1953年（昭和28年）7月1日：江若鐵道近江木戶至近江舞子之間開設臨時車站[1][4]。
- 日期不詳（1962年以後）：變為常設車站[1][5]。
- 1969年（昭和44年）11月1日：車站被廢除[4]。

## 車站構造
近江舞子南口站是一座純客運車站。此站設有1面1線的單式月台（近江今津方向的列車會開啟右邊車門）。此站沒有職員當值，為一座無人車站。

## 車站周邊
車站鄰近比良川、公司和保養所。鄰接車站處設有國民宿舍近江舞子Lodge，該國民宿舍在1997年（平成9年）關閉。
包含此站在內，比良站至近江舞子站之間的走線主要都是彎曲的。從此站向近江舞子站出發，路線會沿湖的西岸行走。而江若鐵道廢除後才開通的湖西線不會途經此區域，該線從比良站出發後，直接靠山邊通過前往近江舞子。路軌和車站遺址變成縣道和單車徑，在此站與近江舞子站之間可看到路基痕跡。截至2021年，由於需要建設豪華露營（Glamping），大部分遺跡已被撤去，除了附近橋樑的遺跡除外。

## 相鄰車站
江若鐵道
江若鐵道線
比良－近江舞子南口－近江舞子

## 注腳
1. 1 2 3 4 5 6 7 8  江若鉄道の思い出，第74頁.
2. 1 2 3 4 5  レイル，第82頁.
3. ↑  江若鉄道の思い出，第124頁.
4. 1 2 3  今尾 2008，第31–32頁.
5. 1 2  寺田 2010，第10頁.
6. ↑  竹内 1967.
7. ↑  レイル，第80頁.
8. ↑  寺田 2010，第15頁.
9. ↑  レイル，第83頁.
10. ↑  吉田 1998，第190頁.
11. 1 2 3  寺田 2010，第25頁.
12. ↑  ありし日の江若鉄道，第15頁.
13. ↑  吉田 1998，第190–192頁.

## 相關項目
- 日本鐵路車站列表 O

## 外部連結
- 大津的舊照片 （页面存档备份，存于）（日語） - 大津市歷史博物館（日语：大津市歴史博物館）內的影像資料庫。當中上載了志賀町公所所拍攝此站的照片。